# Velim
Velim je mjesto u Zadarskoj županiji. 

## Upravna organizacija
Upravno pripadaju općini Stankovcima.

## Zemljopisni položaj
Nalazi se na jugoistočno od Stankovaca.

## Promet
Nalazi se s uz državnu cestu D27, s istočne strane. Preko puta se nalazi selo Crljenik.

## Poznate osobe
- Toma Babić, hrv. franjevac, književnik, autor hrv. gramatike (slovnice)
- Nikola Tavelić, prvi hrvatski svetac

## Stanovništvo
Prema popisu 1991., u Velimu su živjela 143 stanovnika od čega 142 Hrvata.
Prema popisu iz 2011. u naselju je živjelo 123 stanovnika.
| broj stanovnika | 23    |       | 84    | 85    | 129   | 118   | 110   | 149   | 130   | 150   | 161   | 232   | 130   | 143   | 124   | 123   | 125   |
|                 | 1857. | 1869. | 1880. | 1890. | 1900. | 1910. | 1921. | 1931. | 1948. | 1953. | 1961. | 1971. | 1981. | 1991. | 2001. | 2011. | 2021. |